# Anton Pfeffer
Anton Pfeffer (Lilienfeld, 17 agosto 1965) è un allenatore di calcio ed ex calciatore austriaco, di ruolo difensore.

## Carriera
Ha militato per 15 anni nell'Austria Vienna ed ha fatto parte della Nazionale di calcio dell'Austria dal 1988 al 1999.
Nella stessa squadra viennese ha anche ricoperto l'incarico di allenatore.

## Palmarès

### Giocatore

#### Club

##### Competizioni nazionali
- Campionato austriaco: 4

Austria Vienna: 1985-1986, 1990-1991, 1991-1992, 1992-1993
- Coppa d'Austria: 4

Austria Vienna: 1986, 1990, 1992, 1994